# Dualith
Das Mineral Dualith ist ein sehr selten vorkommendes Ringsilikat aus der Eudialytgruppe mit der chemischen Formel Na30(Ca,Na,Ce,Sr)12(Na,Mn,Fe,Ti)6MnTi3Zr3[(OH,H2O,Cl)9|(Si3O9)4|(Si9O27)4 · 3 SiO]. Die in den runden Klammern angegebenen Elemente können sich in der Formel jeweils gegenseitig vertreten (Substitution, Diadochie), stehen jedoch immer im selben Mengenverhältnis zu den anderen Bestandteilen des Minerals.
Dualith kristallisiert im trigonalen Kristallsystem und konnte bisher nur in Form xenomorpher Körner von 0,3 bis 0,5 Millimetern Durchmesser von gelber Farbe bei weißer Strichfarbe gefunden werden.

## Etymologie und Geschichte
Erstmals entdeckt wurde das Mineral 2005 am Berg Alluaiw auf der russischen Halbinsel Kola und beschrieben durch A. P. Khomyakov, G. N. Nechelyustov und R. K. Rastsvetaeva, die es aufgrund seiner engen und gleichzeitigen Verwandtschaft zu den Zirkono- und den Titanosilikaten nach dem lateinischen Wort dualis („zwei enthaltend“) als Dualith bezeichneten.
Das Typmaterial des Dualiths ist im Fersman Mineralogical Museum der Russischen Akademie der Wissenschaften in Moskau hinterlegt.

## Klassifikation
Da der Dualith erst 2005 als eigenständiges Mineral anerkannt wurde, ist er in der seit 2001 veralteten Systematik der Minerale nach Strunz (8. Auflage) nicht aufgeführt. Einzig das 2008 erschienene „Lapis-Mineralienverzeichnis“, das sich aus Rücksicht auf private Sammler und institutionelle Sammlungen noch nach der klassischen Systematik von Karl Hugo Strunz richtet, führt das Mineral unter der System-Nr. VIII/E.25-95 auf.
Die seit 2001 gültige und von der International Mineralogical Association (IMA) verwendete 9. Auflage der Strunz’schen Mineralsystematik ordnet den Dualith in die Klasse der „Silikate und Germanate“ und dort in die Abteilung der „Ringsilikate (Cyclosilikate)“ ein. Diese Abteilung ist allerdings weiter unterteilt nach der Struktur der Ringe, so dass das Mineral entsprechend seinem Aufbau in der Unterabteilung „[Si9O27]18 – Neuner-Ringe“ zu finden ist, wo es zusammen mit Alluaivit, Aqualith, Carbokentbrooksit, Eudialyt, Feklichevit, Ferrokentbrooksit, Georgbarsanovit, Golyshevit, Ikranit, Andrianovit, Johnsenit-(Ce), Kentbrooksit, Khomyakovit, Labyrinthit, Manganokhomyakovit, Mogovidit, Oneillit, Raslakit, Rastsvetaevit, Taseqit und Zirsilit-(Ce) die „Eudialytgruppe“ mit der System-Nr. 9.CO.10 bildet.
Auch die vorwiegend im englischen Sprachraum gebräuchliche Systematik der Minerale nach Dana ordnet den Dualith in die Klasse der „Silikate und Germanate“, dort allerdings in die Abteilung der „Ringsilikate: Ringe mit anderen Anionen und insularen Silikatgruppen“ ein. Hier ist er ebenfalls in der „Eudialytgruppe“ mit der System-Nr. 64.01.01 und den weiteren Mitgliedern Eudialyt, Alluaivit, Kentbrooksit, Khomyakovit, Manganokhomyakovit, Oneillit, Ferrokentbrooksit, Ikranit, Feklichevit, Rastsvetaevit, Taseqit, Carbokentbrooksit, Zirsilit-(Ce), Labyrinthit, Aqualith, Raslakit, Georgbarsanovit, Johnsenit-(Ce), Golyshevit, Mogovidit und Voronkovit innerhalb der Unterabteilung „Ringsilikate: Ringe mit anderen Anionen und insularen Silikatgruppen mit gemischten Ringtypen“ zu finden.

## Kristallstruktur
Dualith kristallisiert trigonal in der Raumgruppe R3m (Raumgruppen-Nr. 160) mit den Gitterparametern a = 14,153(9) Å und c = 60,72(5) Å; sowie 3 Formeleinheiten pro Elementarzelle.

## Eigenschaften
Dualith ist durch geringe Beimengungen von radioaktiven Isotopen verschiedener Metalle der Seltenen Erden (REE) und Zirkon als geringfügig radioaktiv eingestuft und weist eine spezifische Aktivität von etwa 69 Bq/g auf (zum Vergleich: natürliches Kalium 31,2 Bq/g).

## Bildung und Fundorte
Dualith ist bisher (Stand: 2012) nur aus der Typlokalität Alluaiw in Russland bekannt. Dort wurde er im peralkalinen Pegmatoid des Lowosero-Plutons zusammen mit K-Na-Feldspat, Nephelin, Sodalith, Cancrinit, Aegirin, Alkali-Amphibolen, Eudialyt, Lovozerit, Lomonosovit, Vuonnemit, Lamprophyllit, Sphalerit und Villiaumit gefunden.